# Bezas
Bezas es un municipio y localidad española de la provincia de Teruel, en la comunidad autónoma de Aragón. El término municipal, ubicado en la comarca de la sierra de Albarracín, tiene una población de 68 habitantes (INE 2024).

## Geografía
El municipio tiene una superficie de 26,32 km². Se accede desde Teruel por la carretera A-1513 (Teruel-Toril), así como por pistas forestales desde Albarracín y Gea. A 4 km y en pleno medio natural, se halla la casa forestal de Dornaque, convertida en el Centro de Interpretación de la Naturaleza del Rodeno. Parte de su término municipal está ocupado por el Paisaje protegido de los Pinares de Rodeno.

## Historia
Los orígenes de los antepasados de Bezas se encuentran en las inmediaciones del pueblo, en Las Tajadas, donde encontramos importantes pinturas rupestres del arte levantino. Las tajadas - Bajera, Enmedio y Somera o Peña del Hierro -, así como en los abrigos del Huerto y la Paridera.
El 21 de junio de 1257, por privilegio del rey Jaime I dado en Teruel, este lugar pasa a formar parte de Sesma de Jabaloyas en la Comunidad de Santa María de Albarracín, que dependían directamente del rey, perdurando este régimen administrativo siendo la única que ha permanecido viva tras la aplicación del Decreto de Disolución de las mismas, en 1837, teniendo su sede actual en Tramacastilla.
Bezas está inmersa en la serranía con Albarracín a la cabeza. Fue aldea de la ciudad de los Azagra hasta el 22 de noviembre de 1843, en que es declarado municipio independiente al aprobarse su señalamiento de término.
La primera constancia escrita que tenemos sobre los habitadores de Bezas se remonta a 1589. donde queda plasmado el carácter impetuoso de aquellas primeras gentes “Cristianos nuevos”, en el llamamiento que hace el Conzejo para “avezinar el lugar de Bezas, aldea de la Ciudad de Santa Mª de Albarrazin, por Cristianos Viejos que puedan ser un freno para no hacer y convertir tan a rienda suelta los insultos ladronicios y otros delitos tan atrozes y malos como se hacen”. Con posterioridad y después de la expulsión de los moriscos en el 1611 se ofrecieron nuevamente donativos y tierras a los que se avecinasen en la aldea.
La Comunidad de aldeas de Albarracín aparece dividida en cuatro Sesmas (o Sexmas) –pueblos asociados para la administración de bienes comunes-, Bezas se encuentra en la Sesma de Jabaloyas: Jabaloyas, Terriente, Saldón, Bezas, Valdecuenca, El Vallecillo, Toril y Masegoso.
Durante la guerra civil española, Bezas fue ocupado por el bando sublevado el 1 de agosto de 1937. Los prisioneros republicanos que capturaron los rebeldes fueron obligados a desnudarse en la plaza del pueblo y luego fueron ametrallados. A continuación los cadáveres fueron mutilados. Los legionarios hicieron ostentación de sus trofeos ensartados en sus bayonetas en un desfile que realizaron en la plaza del Torico de Teruel.

## Demografía
Bezas cuenta con una población de 68 habitantes (INE 2024).
| Gráfica de evolución demográfica de Bezas entre 1842 y 2021                                                                                                |
| |
| Población de derecho según los censos de población del INE Población de hecho según los censos de población del INEEn este censo se denominaba Bozas: 1842 |

## Administración y política
| Período             | Alcalde                                             | Partido |  |
| ------------------- | --------------------------------------------------- | ------- |  |
| 1951-1978           | Sebastián Martínez Cotaina                          | MN(FE)  |  |
| 1978-1979           | Manuel Soriano García                               | MN(FE)  |  |
| 1979-1983           | José Martínez Pérez                                 | UCD     |  |
| 1983-1987           | Agustín Gómez Sánchez                               | PSOE    |  |
| 1987-1989 1989-1991 | Agustín Gómez Sánchez Lorenzo Martínez Martínez     | PSOE    |  |
| 1991-1993 1993-1995 | Lorenzo Martínez Martínez Alejandro Alonso Martínez | PSOE    |  |
| 1995-1999           | Alejandro Alonso Martínez                           | PSOE    |  |
| 1999-2003           | Alejandro Alonso Martínez                           | PSOE    |  |
| 2003-2007           | Alejandro Alonso Martínez                           | PSOE    |  |
| 2007-2011           | Alejandro Alonso Martínez                           | PSOE    |  |
| 2011-2015           | Alejandro Alonso Martínez                           | PSOE    |  |
| 2015-2019           | Alejandro Alonso Martínez                           | PSOE    |  |
| 2019-2023           | Manuel Ortega Garzarán                              | PAR     |  |
| 2023-2027           | Manuel Ortega Garzarán                              | PAR     |  |

| Partido político    | Partido político                                   | 2003   | 2007   | 2011   | 2015   | 2019   | 2023   |
| Partido político    | Partido político                                   | Ediles | Ediles | Ediles | Ediles | Ediles | Ediles |
|                     | Partido de los Socialistas de Aragón (PSOE-Aragón) | 1      | 1      | 1      | 1      | —      | —      |
|                     | Partido Aragonés (PAR)                             | —      | —      | —      | —      | 1      | 1      |
|                     | Partido Popular de Aragón (PP)                     | —      | —      | —      | —      | —      | —      |
|                     | Chunta Aragonesista (CHA)                          | —      | —      | —      | —      | —      | —      |
| Total de concejales | Total de concejales                                | 1      | 1      | 1      | 1      | 1      | 1      |

## Lugares de interés

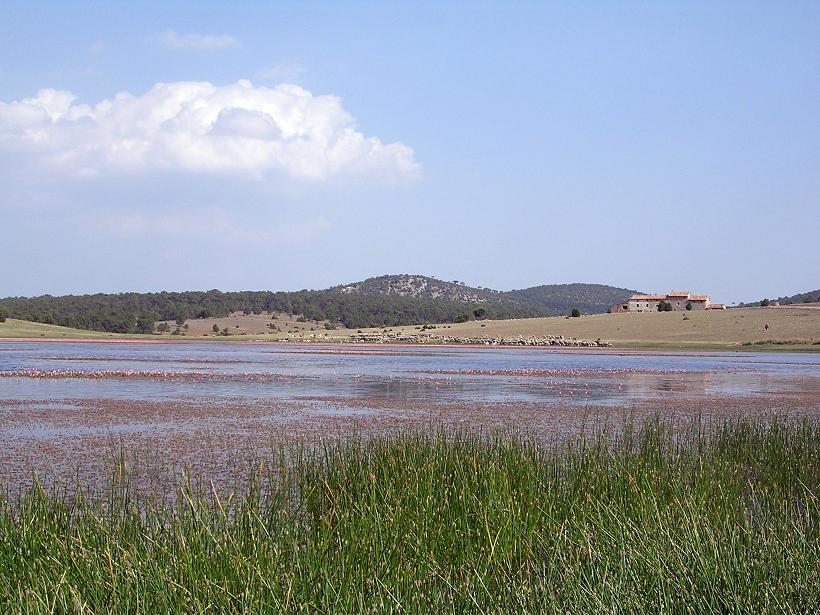
Laguna de Bezas

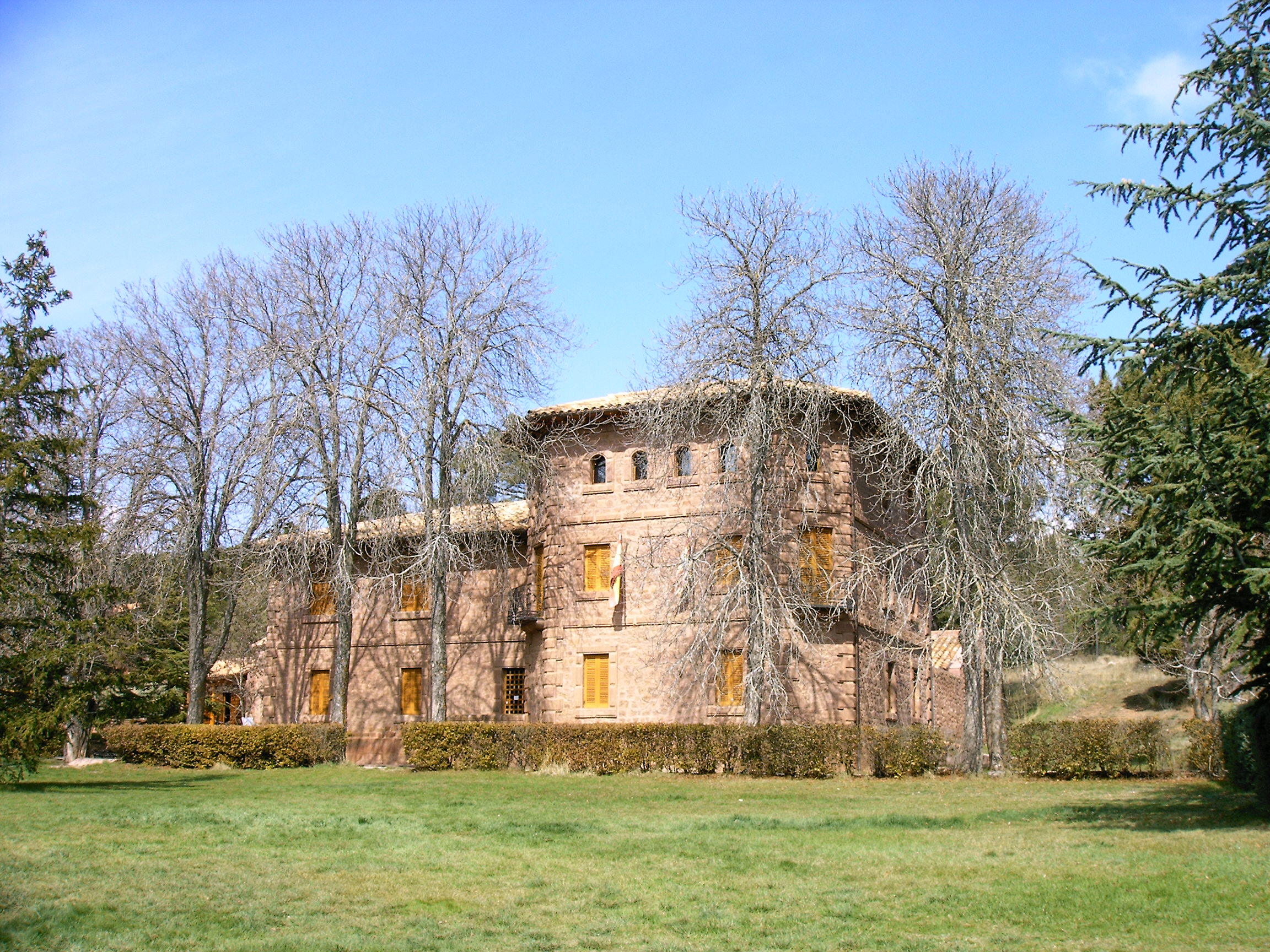
Centro de interpretación del Rodeno

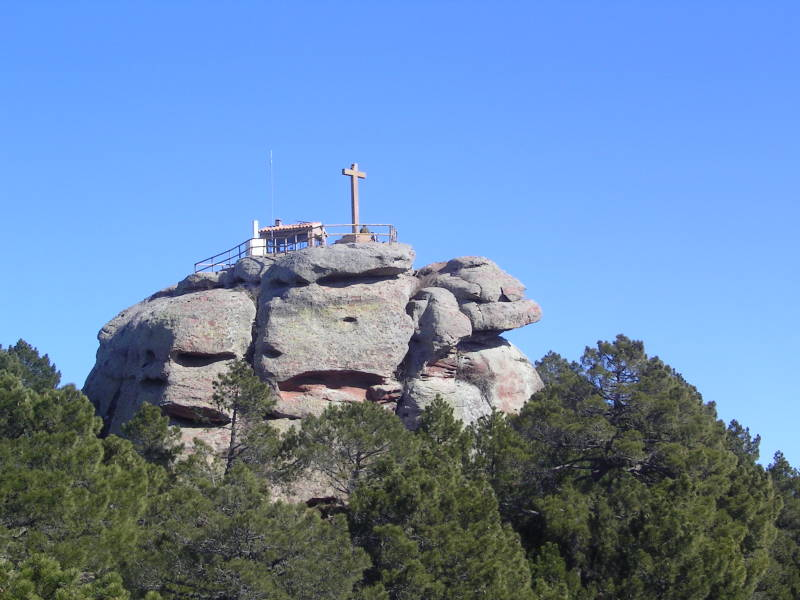
Peña La Cruz

- Iglesia: iglesia parroquial de la Visitación de Nuestra Señora, siglo XVI.
- La Laguna: la laguna de Bezas es una laguna de agua dulce permanente, con una superficie de inundación de 4,6 ha. Es una zona de drenaje del agua subterránea con una más que probable recarga de las aguas kársticas de las calizas colindantes. Está situada dentro del lugar de interés comunitario (LIC) de la Cuenca del Ebrón y la vegetación de los alrededores está compuesta sobre todo por bosques mediterráneos endémicos de Juniperus, aunque también abunda el pinar.
- Centro de Interpretación de la Naturaleza del Rodeno: Instalado en la antigua Casa Forestal de Dornaque, el centro de interpretación de la Naturaleza está destinado a cumplir el servicio de recepción, información e interpretación relacionado con el espacio natural protegido, sus valores naturales y culturales y su gestión, así como de orientación para la visita. Lo hace a través de información, de promoción y desarrollo de programas de actividades y servicios vinculados al uso público y a la educación ambiental. Posee exposición didáctica, proyección audiovisual, información sobre el espacio y oferta de publicaciones
- Pinturas Rupestres: En el conjunto de las Tajadas, se encuentran los abrigos de Huerto de la Tajada Bajera, con representaciones semiesquemáticas; el de la Paridera de la Tajada de Enmedio, con representaciones de antropomorfos y animales de entre los que sólo se destaca un cérvido blanco del que se conservan los cuartos delanteros y el abrigo conocido como Contiguo a la Paridera de las Tajadas de Enmedio, que muestra dos hermosas ciervas blancas de estilo naturalista, una de ellas en actitud de abrevar. También se pueden visitar las de los Callejones, descubiertas recientemente.
- Peña La Cruz: Conocida por los antiguos como "Peña Botadera", es un curioso y extraordinario peñasco de rodeno con una altitud en torno a 1538 metros coronado por una gran cruz, tiene las vistas más impresionantes de Bezas y sus alrededores, distinguimos varios pueblos y la Laguna de Bezas y el impresionante pinar de pino rodeno que nos envuelve. Es visita obligada para todos aquellos que deseen conocer la sierra. En sus alrededores tuvieron lugar importantes combates durante la Guerra Civil de 1936-1939.
- Fuente Buena: Es un singular valle, acondicionado como merendero, en las inmediaciones de Dornaque y del centro de interpretación arriba descrito. Las romerías desde los pueblos cercanos y la capital turolense se suceden a este enclave, donde podemos disfrutar de un espléndido día. Su nacimiento de agua -muy menguado en los últimos años- constituye la fuente que da nombre al lugar, "Fuente Buena".

## Fiestas
Las fiestas mayores tienen lugar la primera semana de agosto, entre el jueves y domingo.